# مصطفى دودين
مصطفى دودين (1917- 18 أبريل 2016)، هو وزير سابق في الحكومة الأردنية، من مواليد بلدة دورا في جبل الخليل، ومؤسس روابط القرى في 1979، وقد أعطيت لها صلاحيات واسعة سياسية وخدماتية واقتصادية، لتكون بديلاً حقيقياً من المجالس البلدية والقروية التي لم تكن تخضع لرؤية إسرائيل.

## حياته
وُلد مصطفى عيسى يونس دودين في الخليل عام 1917. بعد انتهائه من الدراسة الثانوية، التحق بالكلية العربية بالقدس، ثم قام بدراساته العليا في اللغة العربية والتاريخ.

## مناصب
- عضو مجلس الأعيان 1 نوفمبر 1971.
- مدير التموين والاستيراد قطاع غزة 1949
- مديرالجوازات والسفر قطاع غزة 1953
- مدير الشؤون المدنية إدارة شؤون فلسطين بالقاهرة 1961
- نائب مدير عن المنظمة التعاونية عمان 1966
- وزير الشؤون الاجتماعية والعمل 1971.

## روابط القرى
بدأت إسرائيل تفكر جدياً في البحث عن قيادة بديلة لمنظمة التحرير الفلسطينية في المنطقة المحتلة. وفي 1976 طرحت لأول مرة فكرة إنشاء الروابط القروية أثناء مأدبة عشاء أقيمت في منزل الشيخ محمد علي الجعبري في الخليل. وقد طرحها الميجر جنرال إيگال كرمون (الحاكم العسكري لمدينة الخليل من (1974-1976) فالتقطها مناحم ملسون مستشار الشؤون العربية في الحاكمية العسكرية للضفة وبدأ يدرسها إلى أن شرع ينفذه عملياً بعد التوقيع على [[اتفاقات كامب ديفيد]] عام 1978 وما نصت عليه من إجراء مفاوضات لإقامة الحكم الذاتي الإداري في الضفة الغربية وقطاع غزة.
وكان مصطفى دودين قد عاد عام 1975 إلى بلدته دورا في الخليل في نطاق جمع شمل العائلات وأصبح خلال فترة وجيزة الصديق الحميم لكل من يگآل كرمون ومناحم ملسون، فوقع عليه الاختيار لإخراج مخطط روابط القرى إلى حيز الوجود.
وقد أسفرت اتصالات ملسون وكرمون وبيبرس بمصطفى دودين عن الإعلان رسمياً عن قيام “رابطة قرى محافظة الخليل” برئاسته في 20 يوليو 1978. وقد حضر نظام الرابطة الأساسي غاياتها المعلنة في حل المنازعات والخلافات بين السكان وتشجيع تنظيم الجمعيات التعاونية لمساعدة المزارعين لتحسين أوضاعهم الاقتصادية وتطوير أساليب الزراعة وتحديثها وغير ذلك. إلا أن الغايات الحقيقية لهذه الرابطة والروابط التي تلتها كانت كما تخلت من الممارسات اللاحقة ودعم سلطات الاحتلال لها بالمال والسلاح، محاولة لخلق قيادة فلسطينية بديلة عن منظمة التحرير الفلسطينية تكون مستعدة لتأييد “كامب ديفيد” وقادرة على المشاركة في مفاوضات الحكم الذاتي وتنفيذ مخطط (إسرائيل) للإدارة المدنية وتولي المناصب أو المهام التي توكل إليها في هذا السياق.
يضاف إلى ذلك أن روابط القرى، اعتماداً على التجربة السابقة لسلطات الانتداب البريطانية، يمكن أن تحقق للاحتلال أهدافاً أخرى هامة من بينها تفتيت الوحدة الوطنية في الضفة الغربية بين الفلاحين والمدنيين وإحياء النعرات القديمة بين أبناء المدن والأرياف. وقد تعمدت سلطات الاحتلال الصهيوني وهي تعلن إنشاء أول رابطة للقرويين في محافظة الخليل المجاهرة بإثارة هذه النعرات، إلا أن إعراض المواطنين من أبناء القرى عن هذه الرابطة واحجامهم عن الانخراط فيها دفعا سلطات الاحتلال إلى سياسة الترهيب والترغيب مع القرويين لإنجاح الرابطة وإخراجها إلى حيز الوجود، وذلك بالتلويح بتقديم فيض من التسهيلات للفلاحين ابتداء من جمع شمل العائلات وقضايا التسويق الزراعي والحصول على البدار بأسعار معتدلة وانتهاء بتقديم المساعدات المادية لتنفيذ بعض مشاريع القرى والمجالس القروية. وقد أعطيت رابطة قرى محافظة الخليل دور الوسيط بين القرى وسلطات الحكم العسكري وأعطي مصطفى دودين سلطات واسعة لتلبية ما يقدم إليه الفلاحون من مطالب.